# Mombacho
Der Mombacho ist ein Vulkan in Nicaragua nahe der Stadt Granada.
Er beherbergt in einem Naturreservat eines der beeindruckendsten Gebiete des verbliebenen tropischen Regenwaldes in Nicaragua mit einzigartiger Flora und Fauna. Die Liste verschiedener Pflanzen, die man um den Vulkan finden kann, enthält etwa 700 Arten, darunter viele Orchideen. Vom Vulkan hat man eine eindrucksvolle Aussicht auf den direkt daneben gelegenen Nicaraguasee mitsamt seinen Inseln. Es gibt mehrere Wander- und Kletterwege.
Der Mombacho ist ein aktiver Schichtvulkan, ist aber seit 1570 nicht mehr ausgebrochen. Über frühere Eruptionen gibt es keine Aufzeichnungen.